# Совиця (нижня притока Пруту)
Сови́ця — річка в Україні, у межах Чернівецького району Чернівецької області. Ліва притока Пруту (басейн Дунаю).

## Опис
Річка завдовжки 37 км, площа басейну 266 км². Долина завширшки до 2,2 км. Заплава двобічна, її пересічна ширина — 200 м. Річище помірно звивисте, завширшки переважно 5 м. Похил річки 3,8 м/км. Споруджено ставки; рибництво.

## Розташування
Річка бере початок на північний захід від села Веренчанка. Тече переважно на південь/південний схід. Впадає до річки Прут між селом Мамаївцями та північно-західною околицею міста Чернівці.
Основні притоки: Совиця Заставнівська, Валявка (ліві).
Совиця протікає через місто Кіцмань.

## Цікаві факти
- У верхній течії річки розташовані дві природоохоронні території: гідрологічний заказник «Совицькі болота» і ландшафтний заказник «Кадубівська стінка».
- на захід від Совиці паралельно до неї протікає інша річка з ідентичною назвою — Совиця, на якій розташоване смт Лужани.